# 帕苏-杜卢米亚尔
帕苏-杜卢米亚尔是巴西马拉尼昂州的一个市镇。总面积132.41平方公里，总人口98113人，人口密度741人/平方公里。